# Кизганбашево
Кизганбашево (баш. Киҙгәнбаш) — деревня в Балтачевском районе Республики Башкортостан Российской Федерации. Входит в состав Нижнекарышевского сельсовета. Проживают удмурты. До упразднения уездно-губернского деления волостной центр Кизганбашевской волости
в Бирском уезде Уфимской губернии.

## Название
В XIX веке фиксировалось как Кизганбашево (Кизганбаш).
Ойконим произошёл от гидронима баш. Киҙгән и башкирского топонимического термина «баш» (верх, начало).
От ойконима произошло название волости Кизганбашевской. 

## География
Стоит на реке Кизген, имеющая запруду в черте селения. Осевая улица — Центральная.

### Географическое положение
Расстояние до:
- районного центра (Старобалтачёво): 34 км,
- центра сельсовета (Верхнекарышево): 16 км,
- ближайшей ж/д станции (Куеда): 104 км.

## История
Основана удмуртами по договору 1778 г. о припуске на землях, отданных в оброчное владение мишарям в 1697 г. башкирами Кара-Таныпской волости Сибирской даруги.

К 1960-м гг. к Кизганбашево присоединились основанные в конце XIX в. дд. Верхний Русский Кизганбаш и Нижний Русский Кизганбаш (Покровка).

## Население
| 2002 | 2009 | 2010 |
| ---- | ---- | ---- |
| 216  | ↗219 | ↘158 |

### Национальный состав
По материалам Первой ревизии, в 1722 году в деревне были учтены 6 душ мужского пола служилых мещеряков.
Согласно переписи 2002 года, преобладающая национальность — удмурты (59 %).

### Историческая численность населения
В 1865 году в 80 дворах проживало 438 человек.

## Инфраструктура
Личное подсобное хозяйство с зоной сельскохозяйственного использования, индивидуальная застройка усадебного типа.
Основа экономики — сельское хозяйство. Источник по 1865 году писал, что жители занимались земледелием, скотоводством.
Кизганбашевский сельский дом культуры, фельдшерско-акушерский пункт, клуб. В 1865 году была водяная мельница, в 1906 году — винная, пивная и 3 бакалейные лавки.

## Транспорт
Деревня доступна автотранспортом.